# 谷田川村
谷田川村（やたがわむら）は福島県田村郡にかつて存在した村である。現在の郡山市田村町地区の一部。

## 地理
現在の郡山市の南東部に位置する。
村域の阿武隈高地に位置し、山がちな地形である。

## 歴史

### 村域の変遷
- 1889年（明治22年）4月1日 - 町村制施行により、糠塚村・田母神村・川曲村・栃山神村・栃本村・下道渡村・上道渡村・谷田川村が合併し田村郡二瀬村が発足。
- 1893年（明治26年）2月3日 - 二瀬村の一部（下道渡・上道渡・谷田川）が分立し谷田川村が発足。
- 1955年（昭和30年）1月1日 - 谷田川村は守山町と高瀬村の一部（上行合・金屋・小川・手代木と下行合の一部）とともに合併し田村町が発足。谷田川村は消滅。

変遷表
| 1868年 以前 | 1868年 以前 | 明治22年 4月1日 | 明治26年 2月3日 | 昭和30年 1月1日 | 昭和40年 5月1日 | 現在   |
| ----------- | ----------- | --------------- | --------------- | --------------- | --------------- | ------ |
|             | 下道渡村    | 二瀬村 の一部   | 谷田川村 分立   | 田村町          | 郡山市          | 郡山市 |
|             | 上道渡村    | 二瀬村 の一部   | 谷田川村 分立   | 田村町          | 郡山市          | 郡山市 |
|             | 谷田川村    | 二瀬村 の一部   | 谷田川村 分立   | 田村町          | 郡山市          | 郡山市 |

## 大字
- 下道渡（しもみちわたり）
- 上道渡（かみみちわたり）
- 谷田川（やたがわ）

## 人口・世帯

### 人口
総数 [単位： 人]
| 1907年（明治40年） | 1,391 |
| 1920年（大正 9年） | 1,347 |
| 1935年（昭和10年） | 1,914 |

### 世帯
総数 [単位： 世帯]
| 1920年（大正 9年） | 215 |
| 1935年（昭和10年） | 324 |

## 交通（廃止直前）

### 鉄道
- 日本国有鉄道（ → 東日本旅客鉄道）
  - ■水郡線
    - 谷田川駅

### 道路
- 二級国道
  - 国道115号（ → 国道49号）